# 萬壽宮戰鬥
萬壽宮戰鬥發生於1926年9月30－10月2日，地點則是在中國贛西。是國民革命軍北伐戰鬥之一。交戰的兩方，一方為國民革命軍，另一方則為贛軍鄭俊彥。